# پیمان پلیندابا
پیمان منطقه بدون جنگ‌افزار هسته‌ای آفریقا به نام پیمان پلیندابا نیز شناخته می‌شود. نام‌گذاری پلیندابا به یاد مرکز اصلی تحقیقات هسته‌ای آفریقای جنوبی است که توسط شرکت انرژی هسته‌ای آفریقای جنوبی اداره می‌شده و مکانی بود که در دهه ۱۹۷۰ (میلادی) در آن جنگ‌افزارهای هسته‌ای آفریقای جنوبی ساخته، توسعه و در پایان، ذخیره می‌شدند. این پیمان در سال ۱۹۹۶ (میلادی) امضا شد و با تصویب ۲۸ عضو آن در ۱۵ ژوئیه ۲۰۰۹ به اجرا در آمد.

## موضوع پیمان
این پیمان، اعضا را از پژوهش، توسعه، تولید، انباشت، آزمایش، تهیه، در اختیارگیری، کنترل یا برپایی دستگاه‌های انفجار هسته‌ای در قلمرو پیمان و همچنین تخلیه ضایعات هسته‌ای در قاره آفریقا منع می‌کند. این پیمان همچنین هر گونه حمله به تأسیسات هسته‌ای در منطقه توسط اعضا را منع کرده و آن‌ها را به حفظ بالاترین استانداردهای حفاظت فیزیکی از مواد، امکانات و تجهیزات هسته‌ای که به‌طور انحصاری برای مقاصد صلح‌آمیز استفاده می‌شوند ملزم می‌کند. پیمان پلیندابا از تمام اعضا می‌خواهد که به درخواست بازرسان آژانس بین‌المللی انرژی اتمی برای نظارت کامل به همه فعالیت‌های هسته‌ای صلح‌آمیز خود اجازه ورود بدهند. به جهت ایجاد سازوکارهایی برای هماهنگی فعالیت اعضای این پیمان با آژانس بین‌المللی انرژی هسته‌ای، کمیسیون آفریقایی انرژی هسته‌ای بر اساس مفاد پیمان، تشکیل شد که دفتر آن در آفریقای جنوبی است. این پیمان، حق استقلال اعضا در تصمیم‌گیری برای اجازه بازدید به وسیله کشتی‌های خارجی و هواپیما به بندرها و فرودگاه‌های خود را به رسمیت می‌شناسد و مشخصا از آزادی ناوبری در آب‌های آزاد حمایت کرده و بر مسائل حقوقی مربوط به عبور از آب‌های سرزمینی که توسط حقوق بین‌الملل تضمین شده‌اند تأثیر نمی‌گذارد.

## تاریخچه
تلاش برای ایجاد یک منطقه بدون جنگ‌افزار هسته‌ای در آفریقا زمانی آغاز شد که سازمان وحدت آفریقا در نخستین اجلاس سران خود در ژوئیه ۱۹۶۴ در قاهره به‌طور رسمی اعلام تمایل خود را برای یک پیمان تضمین خلع سلاح هسته‌ای در آفریقا عنوان کرد. این پیمان در تاریخ ۱۱ آوریل ۱۹۹۶ در قاهره به امضا گذاشته شد. تمام کشورهای آفریقایی، واجد شرایط برای عضویت در آن هستند که پس از تصویب ۲۸ عضو آن در داخل کشور خود این پیمان، اجرایی می‌شود. در صورتی‌که امضا کنندگان پروتکل‌ها، حق تصویب را برای خود حفظ کنند نیز این پروتکل‌ها به اجرا در می‌آیند. در سال ۱۹۹۶ اعلام شد که هیچکدام از کشورهای عربی آفریقایی تازمانیکه اسرائیل از برنامه تسلیحات هسته‌ای خود چشم نپوشد آن را امضا نخواهند کرد. با این حال الجزایر، لیبی، موریتانی این پیمان را تصویب کرده‌اند.
مجمع عمومی سازمان ملل متحد، بدون رای قطع‌نامه یکسان در سال ۱۹۹۷ (دو بار)، ۱۹۹۹ ، ۲۰۰۱ ، ۲۰۰۳  و ۲۰۰۵  از کشورهای آفریقایی غیر عضو پیمان خواست که در هر چه زودتر نسبت به امضا و تصویب پیمان برای اجرای بدون تاخیر آن اقدام کنند و کشورهای مشمول پروتکل سوم، معیارهای لازم برای اطمینان از تصویب سریع آن را مشخص کنند. در سال ۱۹۹۵ قطعنامه‌ای در حمایت از متن نهایی پیمان تصویب شده بود.

## پروتکل‌ها
این پیمان دارای سه پروتکل است:
1. پروتکل یکم، از کشورهای دارنده جنگ‌افزار هسته‌ای (آمریکا، فرانسه، بریتانیا، روسیه و چین) می‌خواهد که از استفاده یا تهدید به استفاده از وسیله انفجار هسته‌ای در برابر هریک از کشورهای عضو پیمان یا مشمول پروتکل سوم در منطقه آفریقاخودداری کنند.
2. پروتکل دوم، از کشورهای دارنده جنگ‌افزار هسته‌ای می‌خواهد از آزمایش، همکاری یا تشویق به آزمایش وسیله انفجاری هسته‌ای اعضا در هر مکان از آفریقا خودداری کنند.
3. پروتکل سوم مربوط به کشورهای با قلمروهای وابسته در منطقه است و آن‌ها را ملزم به رعایت مقررات خاصی از پیمان در مورد این مناطق می‌کند. تنها اسپانیا و فرانسه ممکن است مخاطب این پروتکل باشند.

در تاریخ ۱۱ مارس ۲۰۱۱، بریتانیا، فرانسه، روسیه و چین این پروتکل‌ها را امضا و تصویب کرده‌اند. اما آمریکا هنوز آن را به تصویب نرسانده است. اسپانیا پروتکل سوم را نه امضا و نه به تصویب رسانده است.
آمریکا از مفهوم خلع سلاح هسته‌ای آفریقا از هنگام نخستین قطعنامه مجمع عمومی سازمان ملل در مورد این موضوع در ۱۹۶۵ حمایت کرده و نقشی فعال در تهیه پیش‌نویس متن نهایی این پیمان و پروتکل‌های آن ایفا کرده‌است. آمریکا پروتکل یکم و دوم را در ۱۹۹۶ امضا کرده اما آن‌ها را تاکنون تصویب نکرده‌است. در ماه مه سال ۲۰۱۰، هیلاری کلینتون وزیر امور خارجه آمریکا اعلام کرد که دولت اوباما این پروتکل‌ها را برای رایزنی و موافقت برای تصویب به مجلس سنای ایالات متحده آمریکا ارسال می‌فرستد.
وضعیت جزیره دیه‌گو گارسیا در اقیانوس هند که توسط بریتانیا کنترل می‌شود و آمریکا از آن به عنوان یک پایگاه نظامی استفاده می‌کند با در نظر گرفتن مفاد پیمان، نامشخص است. دیه‌گو گارسیا بخشی از مجمع‌الجزایر چاگوس است که موریس بر آن ادعای مالکیت دارد. دیگر جزایر مجمع‌الجزایر چاگوس، جزئی از آفریقا هستند و تحت پیمان در نظر گرفته می‌شوند. اما نه آمریکا و نه بریتانیا، دیه‌گو گارسیا را به عنوان منطقه زیر نظر پیمان به رسمیت نمی‌شناسد.

## اجرا
برای تأیید تعهد اعضا بر عدم گسترش جنگ‌افزار هسته‌ای، نیاز است که اعضای پیمان با آژانس بین‌المللی انرژی هسته‌ای به موافقتنامه جامعی مانند پیمان‌نامه منع گسترش جنگ‌افزارهای هسته‌ای دست یابند. ۲۱ کشور آفریقایی هنوز چنین توافق را به اجرا در نیاورده‌اند. آژانس بین‌المللی انرژی اتمی آن‌ها را تشویق به این توافق به اجرای سریع این توافق می‌کند.
بر اساس ماده ۱۲ پیمان (سازوکار لازم برای انطباق) پس از اجرایی شدن، طرفین برای ایجاد یک کمیسیون آفریقایی انرژی هسته‌ای توافق می‌کنند. این کمیسیون علاوه بر اینکه مسئول تنظیم مکانیسم انطباق است، مسئول تشویق برنامه‌های منطقه‌ای و زیر منطقه‌ای برای همکاری در استفاده صلح‌آمیز از علوم و فناوری هسته‌ای خواهد بود. همچنین ایجاد کمیسیون آفریقایی انرژی هسته‌ای، کشورهای آفریقایی را به پذیرش مسئولیت در جهت حفظ منابع طبیعی خود و مواد هسته‌ای خاص و محافظت در برابر تخلیه ضایعات سمی تشویق می‌کند.

## منطقه کاربرد
"منطقه بدون جنگ‌افزار هسته‌ای آفریقا" شامل محدوده قاره آفریقا، کشورهای جزیره‌ای عضو سازمان وحدت آفریقا، همه جزایری که بر پایه قطعنامه این سازمان جزء این قاره در نظر گرفته می‌شود و منظور از از "قلمرو" یعنی آب‌های داخلی، آب‌های سرزمینی، آب‌های مجمع‌الجزایری، بستر دریا، خاک زیر آن، خاک خود سرزمین و مرز هوایی بالای آن.
منطقه بدون جنگ‌افزار هسته‌ای آفریقا تمامی خاک آفریقا به همراه جزایر زیر است: جزایر آگالگا، باساس دا ایندیا، کیپ ورد، جزایر قناری، سن براندون، مجمع‌الجزایر چاگوس - جزیره دیه‌گو گارسیا، کومور، جزیره اروپا، ژوان دو نوا، ماداگاسکار، موریس، مایوت، جزایر پرینس ادوارد، سائوتومه و پرنسیپ، رئونیون، جزیره رودریگز، سیشل، جزیره ترومیلن، زنگبار و جزیره پمبا.
این پیمان، شامل جزایر زیر که تنها سرزمین‌های نیم‌کره جنوبی که عضو هیچکدام از مناطق بدون جنگ‌افزار هسته‌ای نیستند نمی‌شود: سنت هلن در پشته میانی اقیانوس اطلس که در ۱۹۰۰ کیلومتری جنوب آنگولا یا وابسته‌های آن از جمله جزیره اسنشن و تریستان دا کونا، جزیره بووه در ۲۵۰۰ کیلومتری جنوب غربی کیپ‌تاون، جزایر کروزت در ۲۳۵۰ کیلومتری جنوب ماداگاسکار، جزایر کرگولن یا جزیره آمستردام، جزیره سنت پل و ساموآی آمریکا.

## وضعیت اعضا

کشورهای تصویب کرده یا ملحق شده به پیمان
کشورهایی که پیمان را امضا کرده ولی در داخل کشور خو تصویب نکرده‌اند)
کشورهایی که پیمان را امضا نکرده‌اند

### کشورهای تصویب کرده یا ملحق شده به پیمان
در ۱۵ ژوئیه ۲۰۰۹ پیمان پلیندابا به اجرا در آمد و تا ژوئن سال ۲۰۱۴، ۴۰ کشور این پیمان را تصویب کرده‌اند.
| نام کشور                   | تاریخ امضا                                  | تاریخ تصویب     | روش عضویت |
| -------------------------- | ------------------------------------------- | --------------- | --------- |
| الجزایر                    | ۱۱ آوریل ۱۹۹۶                               | ۱۱ فوریه ۱۹۹۸   | تصویب شده |
| آنگولا                     | ۱۱ آوریل ۱۹۹۶                               | ۲۰ ژوئن ۲۰۱۴    | تصویب شده |
| بنین                       | ۱۱ آوریل ۱۹۹۶                               | ۴ سپتامبر ۲۰۰۷  | تصویب شده |
| بوتسوانا                   | ۹ ژوئن ۱۹۹۸                                 | ۱۶ ژوئن ۱۹۹۹    | تصویب شده |
| بورکینافاسو                | ۱۱ آوریل ۱۹۹۶                               | ۲۷ اوت ۱۹۹۸     | تصویب شده |
| بوروندی                    | ۱۱ آوریل ۱۹۹۶                               | ۱۵ ژوئیه ۲۰۰۹   | تصویب شده |
| کامرون                     | ۱۱ آوریل ۱۹۹۶                               | ۲۸ سپتامبر ۲۰۱۰ | تصویب شده |
| چاد                        | ۱۱ آوریل ۱۹۹۶                               | ۱۸ ژانویه ۲۰۱۲  | تصویب شده |
| کومور                      | ۱۱ آوریل ۱۹۹۶                               | ۲۴ ژوئیه ۲۰۱۲   | تصویب شده |
| جمهوری کنگو                | ۲۷ ژانویه ۱۹۹۷                              | ۲۶ نوامبر ۲۰۱۳  | تصویب شده |
| ساحل عاج                   | ۱۱ آوریل ۱۹۹۶                               | ۲۸ ژوئیه ۱۹۹۹   | تصویب شده |
| گینه استوایی               | خطای عبارت: نویسه نقطه‌گذاری شناخته نشده «۲» | ۱۹ فوریه ۲۰۰۳   | ملحق شده  |
| اتیوپی                     | ۱۱ آوریل ۱۹۹۶                               | ۱۳ مارس ۲۰۰۸    | تصویب شده |
| گابن                       | ۱۱ آوریل ۱۹۹۶                               | ۱۲ ژوئن ۲۰۰۷    | تصویب شده |
| گامبیا                     | ۱۱ آوریل ۱۹۹۶                               | ۱۶ اکتبر ۱۹۹۶   | تصویب شده |
| غنا                        | ۱۱ آوریل ۱۹۹۶                               | ۲۷ ژوئن ۲۰۱۱    | تصویب شده |
| گینه                       | ۱۱ آوریل ۱۹۹۶                               | ۲۱ ژانویه ۲۰۰۰  | تصویب شده |
| گینه بیسائو                | ۱۱ آوریل ۱۹۹۶                               | ۴ ژانویه ۲۰۱۲   | تصویب شده |
| کنیا                       | ۱۱ آوریل ۱۹۹۶                               | ۹ ژانویه ۲۰۰۱   | تصویب شده |
| لسوتو                      | ۱۱ آوریل ۱۹۹۶                               | ۱۴ مارس ۲۰۰۲    | تصویب شده |
| لیبی                       | ۱۱ آوریل ۱۹۹۶                               | ۱۱ مه ۲۰۰۵      | تصویب شده |
| ماداگاسکار                 | خطای عبارت: نویسه نقطه‌گذاری شناخته نشده «۲» | ۲۳ دسامبر ۲۰۰۳  | ملحق شده  |
| مالاوی                     | ۱۱ آوریل ۱۹۹۶                               | ۲۳ آوریل ۲۰۰۹   | تصویب شده |
| مالی                       | ۱۱ آوریل ۱۹۹۶                               | ۲۲ ژوئیه ۱۹۹۹   | تصویب شده |
| موریتانی                   | ۱۱ آوریل ۱۹۹۶                               | ۲۴ فوریه ۱۹۹۸   | تصویب شده |
| موریس                      | ۱۱ آوریل ۱۹۹۶                               | ۲۴ آوریل ۱۹۹۶   | تصویب شده |
| موزامبیک                   | ۱۱ آوریل ۱۹۹۶                               | ۲۸ اوت ۲۰۰۸     | تصویب شده |
| نامیبیا                    | ۱۱ آوریل ۱۹۹۶                               | ۱ مارس ۲۰۱۲     | تصویب شده |
| نیجریه                     | ۱۱ آوریل ۱۹۹۶                               | ۱۸ ژوئن ۲۰۰۱    | تصویب شده |
| رواندا                     | ۱۱ آوریل ۱۹۹۶                               | ۱ فوریه ۲۰۰۷    | تصویب شده |
| جمهوری دموکراتیک عربی صحرا | ۲۰ ژوئن ۲۰۰۶                                | ۲۷ ژانویه ۲۰۱۴  | تصویب شده |
| سنگال                      | ۱۱ آوریل ۱۹۹۶                               | ۲۵ اکتبر ۲۰۰۶   | تصویب شده |
| سیشل                       | ۹ ژوئیه ۱۹۹۶                                | ۲۳ مه ۲۰۱۴      | تصویب شده |
| آفریقای جنوبی              | ۱۱ آوریل ۱۹۹۶                               | ۲۷ مارس ۱۹۹۸    | تصویب شده |
| اسواتینی                   | ۱۱ آوریل ۱۹۹۶                               | ۱۷ ژوئیه ۲۰۰۰   | تصویب شده |
| تانزانیا                   | ۱۱ آوریل ۱۹۹۶                               | ۱۹ ژوئن ۱۹۹۸    | تصویب شده |
| توگو                       | ۱۱ آوریل ۱۹۹۶                               | ۱۸ ژوئیه ۲۰۰۰   | تصویب شده |
| تونس                       | ۱۱ آوریل ۱۹۹۶                               | ۷ اکتبر ۲۰۰۹    | تصویب شده |
| زامبیا                     | ۱۱ آوریل ۱۹۹۶                               | ۱۸ اوت ۲۰۱۰     | تصویب شده |
| زیمبابوه                   | ۱۱ آوریل ۱۹۹۶                               | ۶ آوریل ۱۹۹۸    | تصویب شده |

### کشورهایی که پیمان را امضا کرده ولی در داخل کشور خو تصویب نکرده‌اند
تمام این کشورها عضو سازمان وحدت آفریقا هستند. به غیر از مراکش که این اتحادیه را در ۱۹۸۴ ترک کرد.
| نام کشور              | تاریخ امضا    |
| --------------------- | ------------- |
| کیپ ورد               | ۱۱ آوریل ۱۹۹۶ |
| جمهوری آفریقای مرکزی  | ۱۱ آوریل ۱۹۹۶ |
| جمهوری دموکراتیک کنگو | ۱۱ آوریل ۱۹۹۶ |
| جیبوتی                | ۱۱ آوریل ۱۹۹۶ |
| مصر                   | ۱۱ آوریل ۱۹۹۶ |
| اریتره                | ۱۱ آوریل ۱۹۹۶ |
| لیبریا                | ۹ ژوئیه ۱۹۹۶  |
| مراکش                 | ۱۱ آوریل ۱۹۹۶ |
| نیجر                  | ۱۱ آوریل ۱۹۹۶ |
| سائوتومه و پرنسیپ     | ۹ ژوئیه ۱۹۹۶  |
| سیرالئون              | ۱۱ آوریل ۱۹۹۶ |
| سومالی                | ۲۳ فوریه ۲۰۰۶ |
| سودان                 | ۱۱ آوریل ۱۹۹۶ |
| اوگاندا               | ۱۱ آوریل ۱۹۹۶ |

### کشورهایی که پیمان را امضا نکرده‌اند
| نام کشور    |
| ----------- |
| سودان جنوبی |